# Исфаханское бирьяни
Исфаха́нское бирья́ни (перс. بریان اصفهان‎), также исфаха́нский берю́н (перс. بریون‎) — одно из традиционных блюд Исфахана (Иран), жареное мясо, подаваемое на куске хлеба (обычно сангак) с луком и зеленью. Не имеет отношения к популярному в Южной Азии блюду бирьяни, подобию плова: созвучие в названиях обусловлено происхождению их обоих от персидского глагола «берьян» (перс. жарить — بریان‎).

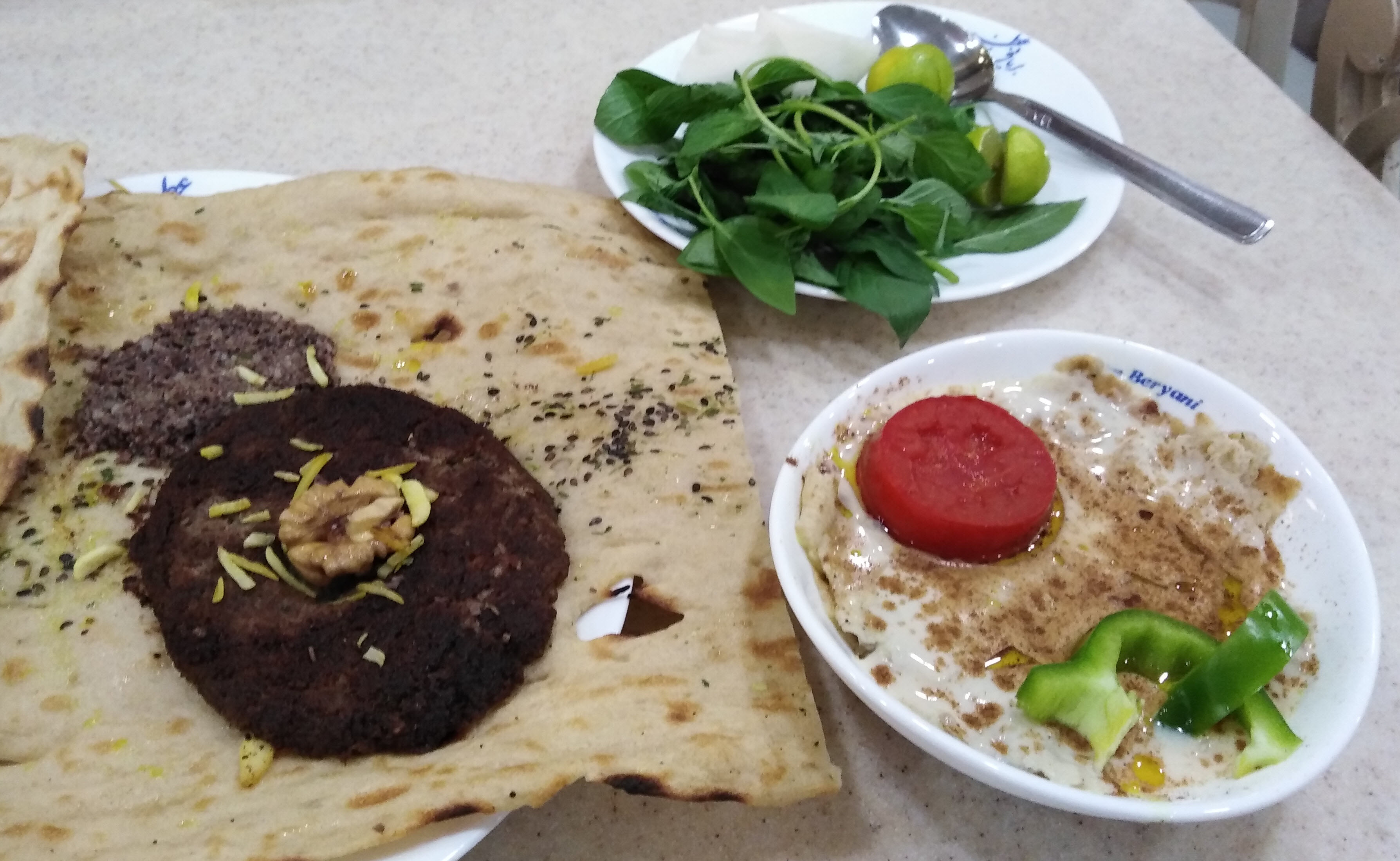
Исфаханское бирьяни и его мясной сок с кашком

Его готовят в особых заведениях общепита — берьянных, где их подают в качестве основного блюда.
Жан-Батист Тавернье написал об этой еде в своем журнале. Жан Шарден написал два отчёта об исфаханском бирьяни. Личный шеф-повар Аббаса Великого Нурулла тоже дал рецепт.